# Estado de perigo
O estado de perigo, é uma das modalidades de defeito no negócio jurídico, guarda características semelhantes ao estado de necessidade, que é uma causa de exclusão de ilicitude no Direito Penal. Configura-se estado de perigo quando alguém, assume obrigação excessivamente onerosa. O parágrafo único dispõe que em se tratando de pessoa não pertencente à família do declarante, o juiz decidirá segundo as circunstâncias.
Nesse sentido, o art. 156 do Código Civil Brasileiro, prevê:
Art.156. Configura-se o estado de perigo quando alguém, premido da necessidade de salvar-se, ou a pessoa de sua família, de grave dano conhecido pela outra parte, assume obrigação excessivamente onerosa.
Parágrafo único. Tratando-se de pessoa não pertencente a família do declarante, o juiz decidirá segundo as circunstâncias.
Tratando-se de um dano iminente, por que passa o agente,uma das hipóteses de inexigibilidade de conduta diversa, pois não resta alternativa senão praticar aquele ato, ou seja, fechar o contrato.